# Montello (Wisconsin)
Pour les articles homonymes, voir Montello.
La ville de Montello est le siège du comté de Marquette, dans le Wisconsin, aux États-Unis.